# Predsjednik Republike Hrvatske
Predsjednik Republike Hrvatske (skr. PRH) je državni poglavar Republike Hrvatske. Ovlasti i dužnosti propisane su mu Ustavom Republike Hrvatske. Mandat predsjednika traje pet godina i na tu dužnost može biti izabran najviše dva puta.
Predsjednik predstavlja i zastupa Republiku Hrvatsku u zemlji i inozemstvu, brine se za redovito i usklađeno djelovanje te za stabilnost svih tijela državne vlasti. Predsjednik kao vrhovni zapovjednik oružanih snaga RH odgovara za obranu neovisnosti i teritorijalne cjelovitosti Republike Hrvatske.
Predsjednička dužnost nespojiva je s bilo kojom javnom ili profesionalnom dužnosti. Predsjednik također ne smije biti članom političke stranke, odnosno po stupanju na dužnost, podnosi ostavku na stranačke dužnosti te o tomu obavještava Hrvatski sabor. Predsjednik u skladu s Ustavnim ovlastima, dodjeljuje odlikovanja i priznanja Republike Hrvatske.
Trenutačni predsjednik Republike Hrvatske je Zoran Milanović.

## Izbor i mandat
Mandat predsjednika traje pet godina. Prema Ustavu RH nitko ne može biti biran više od dva puta za predsjednika. Predsjednika biraju svi punoljetni hrvatski državljani na temelju općeg i jednakog prava glasa na neposrednim izborima tajnim glasovanjem. 
Predsjednik Republike bira se većinom svih birača koji su glasovali. Ako ni jedan od kandidata ne dobije takvu većinu, izbor se ponavlja nakon 14 dana (drugi krug). U drugi krug izbora ide dvoje kandidata koji su u prvom krugu dobili najveći broj glasova.
Prije preuzimanja dužnosti, Predsjednik Republike pred predsjednikom i sucima Ustavnog suda Republike Hrvatske polaže svečanu prisegu kojom se obvezuje na vjernost Ustavu. Tekst svečane prisege utvrđen je Zakonom 1997. godine:

" Prisežem svojom čašću da ću dužnost predsjednika Republike Hrvatske obavljati savjesno i odgovorno, na dobrobit hrvatskog naroda i svih hrvatskih državljana.
Kao hrvatski državni poglavar

držat ću se Ustava i zakona,

brinuti se za poštovanje ustavnopravnog poretka Republike Hrvatske,

bdjeti nad urednim i pravednim djelovanjem svih tijela državne vlasti,

čuvati nezavisnost, opstojnost i jedinstvenost države Hrvatske.

Tako mi Bog pomogao ".

## Ovlasti, dužnosti i odgovornost
Ovlasti predsjednika su:
- predstavlja Republiku Hrvatsku u domovini i inozemstvu
- brine se za redovito usklađeno djelovanje te za stabilnost svih tijela državne vlasti
- odgovara za obranu neovisnosti i teritorijalne cjelovitosti RH
- raspisuje izbore za Hrvatski sabor i saziva ga na prvo zasjedanje
- raspisuje referendum u skladu s Ustavom - može na prijedlog Vlade i uz supotpis predsjednika Vlade raspisati referendum o prijedlogu promjene Ustava ili o drugom pitanju za koje drži da je važno za neovisnost, jedinstvenost i opstojnost Republike Hrvatske
- povjerava mandat za sastavljanje Vlade osobi koja, na temelju raspodjele zastupničkih mjesta u Hrvatskom saboru i obavljenih konzultacija, uživa povjerenje većine svih zastupnika
- daje pomilovanja
- dodjeljuje odlikovanja i priznanja određena zakonom
- obavlja druge poslove u skladu s Ustavom

### Ovlasti u provođenju vanjske politike
Predsjednik Republike i Vlada Republike Hrvatske surađuju u oblikovanju i provođenju vanjske politike. Predsjednik Republike, na prijedlog Vlade i uz supotpis predsjednika Vlade, odlučuje o osnivanju diplomatskih misija i konzularnih ureda Republike Hrvatske u inozemstvu. Također, na prijedlog Vlade i uz mišljenje nadležnog odbora Hrvatskoga sabora, donosi odluku o postavljanju i opozivu šefova diplomatskih misija Republike Hrvatske u inozemstvu, uz prethodni supotpis predsjednika Vlade Republike Hrvatske. Predsjednik Republike prima vjerodajnice i opozivna pisma inozemnih šefova diplomatskih misija.

### Ovlasti u području obrane i nacionalne sigurnosti
Predsjednik Republike je Vrhovni zapovjednik Oružanih snaga Republike Hrvatske. Zapovijedanje Oružanim snagama u miru, vrhovni zapovjednik ostvaruje preko ministra obrane, koji odgovara vrhovnom zapovjedniku za provedbu zapovijedi i izvješćuje ga o provedbi. U stanju neposredne ugroženosti i ratnom stanju vrhovni zapovjednik izravno izdaje zapovijedi načelniku Glavnog stožera te istodobno obavješćuje ministra obrane o izdanim zapovijedima. Načelnik Glavnog stožera u tom slučaju za provedbu zapovijedi odgovara vrhovnom zapovjedniku. Ako ministar obrane ne provodi zapovijedi vrhovnog zapovjednika, vrhovni zapovjednik može ostvarivati zapovijedanje Oružanim snagama neposredno preko načelnika Glavnog stožera.
Predsjednik Republike imenuje i razrješuje načelnika Glavnog stožera OSRH te ostale vojne zapovjednike.
Na temelju odluke Hrvatskoga sabora Predsjednik Republike objavljuje rat i zaključuje mir. U slučaju neposredne ugroženosti neovisnosti, jedinstvenosti i opstojnosti države predsjednik Republike može, uz supotpis predsjednika Vlade, narediti uporabu oružanih snaga iako nije proglašeno ratno stanje.
Za vrijeme trajanja ratnog stanja Predsjednik Republike može donositi uredbe sa zakonskom snagom na temelju i u okviru ovlasti koje je dobio od Hrvatskoga sabora. Ako Hrvatski sabor nije u zasjedanju, predsjednik Republike ima ovlast da uredbama sa zakonskom snagom uređuje sva pitanja koja zahtijeva ratno stanje. U slučaju neposredne ugroženosti neovisnosti, jedinstvenosti i opstojnosti države, ili kad su tijela državne vlasti onemogućena da redovito obavljaju svoje ustavne dužnosti, Predsjednik Republike može, na prijedlog predsjednika Vlade i uz njegov supotpis, donositi uredbe sa zakonskom snagom. Predsjednik Republike dužan je podnijeti uredbe sa zakonskom snagom na potvrdu Hrvatskom saboru čim se bude mogao sastati.
U suradnji s Vladom RH, predsjednik sudjeluje u usmjeravanju rada sigurnosnih službi. Za poslove ostvarivanja te suradnje osnovano je Vijeća za nacionalnu sigurnost, kojim predsjedava predsjednik, a odluke Vijeća supotpisuje zajedno s predsjednikom Vlade. Imenovanje čelnika sigurnosno-obavještajnih službi (SOA-e i VSOA-e), uz prethodno pribavljeno mišljenje nadležnog odbora Hrvatskoga sabora, supotpisuju predsjednik Republike i predsjednik Vlade.

### Raspuštanje Hrvatskoga sabora
Predsjednik, na prijedlog Vlade i uz supotpis predsjednika Vlade, a nakon savjetovanja s predstavnicima klubova zastupnika parlamentarnih stranaka može raspustiti Hrvatski sabor ako na zahtjev Vlade da se izglasa povjerenje, Hrvatski sabor Vladi izglasa nepovjerenje ili u roku od 120 dana od dana predlaganja ne donese državni proračun. Predsjednik ne može na prijedlog Vlade raspustiti Hrvatski sabor, dok traje postupak za utvrđivanje njegove odgovornosti za povredu Ustava.

### Odgovornost
Predsjednik je odgovoran za povredu Ustava koju počini u obavljanju svojih dužnosti.
Postupak za utvrđivanje posebne odgovornosti predsjednika može pokrenuti Hrvatski sabor dvotrećinskom većinom svih zastupnika. O odgovornosti predsjednika odlučuje Ustavni sud Republike Hrvatske dvotrećinskom većinom svih sudaca.
Ako Ustavni sud utvrdi njegovu odgovornost, predsjedniku prestaje dužnost po sili Ustava.

## Nepovredivost
Predsjednik ima imunitet nepovredivosti. Ne može biti pritvoren niti se protiv njega može pokrenuti kazneni postupak bez prethodnog odobrenja Ustavnog suda, osim ako je zatečen da čini kazneno djelo za koje je propisana zatvorska kazna u trajanju dužem od pet godina. U takvom slučaju državno tijelo koje je predsjednika pritvorilo, dužno je o tome odmah obavijestiti predsjednika Ustavnog suda.[nedostaje izvor]

## Privremena spriječenost i izvanredni prestanak mandata
Predsjednik Republike može povjeriti predsjedniku Hrvatskoga sabora da ga zamjenjuje u slučaju kraće spriječenosti zbog odsutnosti, bolesti ili korištenja godišnjeg odmora. O povratku na dužnost odlučuje predsjednik Republike.
U slučaju duže spriječenosti zbog bolesti ili nesposobnosti, a posebno ako predsjednik Republike nije u stanju odlučiti o povjeravanju dužnosti privremenom zamjeniku, predsjednik Hrvatskoga sabora preuzima dužnost privremenog predsjednika Republike na temelju odluke Ustavnog suda. Ustavni sud o tome odlučuje na prijedlog Vlade RH.
Predsjednik Republike podnosi ostavku predsjedniku Ustavnog suda. O ostavci predsjednika Republike obavještava se predsjednik Sabora koji po sili Ustava preuzima dužnost privremenog predsjednika Republike. Predsjednik Hrvatskog sabora preuzima dužnost privremenog predsjednika Republike i u slučaju smrti predsjednka Republike ili kada Ustavni sud utvrdi razloge za prestanak mandata Predsjednika Republike (npr. u slučaju utvrđivanja odgovornosti, gubitka poslovne sposobnosti).
Kada predsjednik Hrvatskoga sabora kao privremeni predsjednik Republike donosi akt o proglašenju zakona, akt supotpisuje predsjednik Vlade Republike Hrvatske. Izbori za novog Predsjednika Republike moraju se održati u roku od 60 dana od dana preuzimanja dužnosti privremenog predsjednika Republike.

## Simboli
Zastava predsjednika Republike ističe se na zgradi u kojoj su službene prostorije i stan predsjednika kada on tamo boravi, na prometnom sredstvu (automobilu, zrakoplovu, brodu) te u drugim svečanim prilikama.
Lenta predsjednika Republike Hrvatske je znak predsjedničke časti. Sastoji se od tri boje: crvene, bijele i plave koje su položene kao i na zastavi Republike Hrvatske. Lenta je obrubljena zlatnim rubom. U sredini lente s prednje strane u bijelom polju nalazi se grb Republike Hrvatske obrubljen zlatnim rubom koji je s lijeve strane ukrašen izvezenim zlatnim grančicama hrasta, a s desne strane zlatnim grančicama masline. Lenta se nosi položena preko desnog ramena dijagonalno poprsjem do struka gdje se kopčom spaja s drugim krajem lente. Kopča je kvadratičnog oblika obrubljena zlatnim pleterom. Na sredini polja kopče je znak isti kao i znak na zastavi predsjednika Republike Hrvatske, ali bez natpisa na vrpci. 
Predsjednik Republike nosi lentu u posebnim svečanim prilikama koje su vezane uz predstavljanje Republike Hrvatske:
- na Dan državnosti;
- pri predaji priznanja;
- kod akreditiranja diplomatskih i konzularnih predstavnika;
- u drugim svečanim prilikama.

Lenta, kao znak predsjedničke časti, uobičajena je u zemljama Latinske Amerike i nekim zemljama Afrike. Lenta predsjednika Republike nije viđena u upotrebi od 2000. godine iako je njena uporaba propisana u zakonom određenim prilikama. Prema tvrdnji predsjednika Josipovića: "desetogodišnjom neprimjenom, Zakon se, kako kaže teorija prava, izobičajio i time izgubio na značaju i važnosti" te da "u današnjim uvjetima, nošenje lente ne bi imalo učinak jačanja digniteta države, već upravo suprotno. To je i razlog zašto predsjednik Republike, pa i ja koji odnedavno obavljam tu dužnost, ne nosim lentu."
Pravilnikom o vojnim odorama propisan je izgled znaka vrhovnog zapovjednika Oružanih snaga Republike Hrvatske.

## Ured predsjednika
Ured obnaša savjetodavne, upravne, stručne i ine poslove u pripremi i skrbi oko priprema i provođenja odluka i akata koje donosi predsjednik.
Predsjednik imenuje svoje savjetnike i pomoćnike savjetnika. Savjetnici i pomoćnici savjetnika, sukladno odluci o imenovanju, odgovaraju predsjedniku za praćenje stanja i izradu prijedloga djelovanja u određenom im području.
Radom Ureda upravlja predstojnik Ureda kojega imenuje i razrješava dužnosti predsjednik. Predstojnik Ureda ima položaj visokoga državnog dužnosnika, a prema zaposlenima u Uredu i ovlasti čelnika tijela državne uprave.
Nisu dopuštena imenovanja u Uredu predsjednika Republike koja su u suprotnosti s načelom diobe vlasti.
Ured predsjednika Republike smješten je u zdanju Predsjedničkih dvora u Zagrebu, na Pantovčaku.

## Dosadašnji predsjednici
|             |                                 |                     |                     |                   |                   |                          |                   |
| Predsjednik | Franjo Tuđman                   | Vlatko Pavletić     | Zlatko Tomčić       | Stjepan Mesić     | Ivo Josipović     | Kolinda Grabar-Kitarović | Zoran Milanović   |
| od          | 30. svibnja 1990.               | 10. prosinca 1999.  | 18. siječnja 2000.  | 18. veljače 2000. | 19. veljače 2010. | 19. veljače 2015.        | 19. veljače 2020. |
| do          | 10. prosinca 1999.              | 18. siječnja 2000.  | 18. veljače 2000.   | 18. veljače 2010. | 18. veljače 2015. | 18. veljače 2020.        | na dužnosti       |
| napomena    | preminuo tijekom drugog mandata | obnašatelj dužnosti | obnašatelj dužnosti |                   |                   |                          | na dužnosti       |

- Franjo Tuđman bio je posljednji predsjednik Predsjedništva Socijalističke Republike Hrvatske, kojeg je na taj položaj izabrao Sabor Republike Hrvatske nakon provedenih parlamentarnih izbora 1990. godine. Ustavnim promjenama u srpnju 1990. postao je Predsjednikom Republike Hrvatske. Ustavnim zakonom za provedbu novog Ustava Republike Hrvatske iz prosinca 1990., Franjo Tuđman preuzeo je ovlasti Predsjednika Republike Hrvatske u smislu novoga Ustava. Na istu dužnost ponovno je izabran na predsjedničkim izborima 1992. i 1997. godine.

- Vlatko Pavletić je privremeno bio na dužnosti predsjednika Republike. U prosincu 1999. godine na temelju Ustavnog zakon o privremenoj spriječenosti Predsjednika Republike Hrvatske za obavljanje svojih dužnosti postaje obnašateljem dužnosti za vrijeme dok se predsjednik Tuđman nalazio u bolnici. Nakon Tuđmanove smrti po Ustavu preuzima dužnost predsjednika Republike, kao predsjednik Sabora.

- Zlatko Tomčić je privremeno bio na dužnosti predsjednika Republike. Konstituiranjem novog saziva Sabora, nakon trećesiječanjskih izbora 2000., izabran je za novog predsjednika Sabora, te je automatski preuzeo dužnost privremenog predsjednika Republike.

- Stjepan Mesić je na izborima za predsjednika u veljači 2000. godine pobijedio u drugom krugu i tako postao drugi Predsjednik Republike Hrvatske. Na predsjedničkim izborima 2005. godine osvaja i drugi mandat koji mu je istekao u veljači 2010. godine.

- Ivo Josipović je na izborima za predsjednika u siječnju 2010. godine pobijedio u drugom krugu i tako postao treći Predsjednik Republike Hrvatske.

- Kolinda Grabar-Kitarović izabrana je za četvrtu Predsjednicu Republike Hrvatske u drugom krugu izbora, 11. siječnja 2015. godine.[4]

- Zoran Milanović izabran je za petog Predsjednika Republike Hrvatske u drugom krugu izbora, 5. siječnja 2020. godine.[5] U drugom krugu izbora, 12. siječnja 2024., ponovno je izabran za predsjednika.

## Vanjske poveznice
- Službena stranica